# Zimirina hirsuta
Espèce
Zimirina hirsuta est une espèce d'araignées aranéomorphes de la famille des Prodidomidae.

## Distribution
Cette espèce est endémique des îles Canaries en Espagne. Elle se rencontre sur Fuerteventura et Lanzarote.

## Description
Le mâle holotype mesure 1,8 mm et la femelle paratype 3,25 mm.

## Systématique et taxinomie
Cette espèce a été décrite par Cooke en 1964.

## Publication originale
- Cooke, 1964 : « A revisionary study of some spiders of the rare family Prodidomidae. » Proceedings of the Zoological Society of London, vol. 142, no 2, p. 257-305.